# Афанасьев, Александр Николаевич (генерал)
Алекса́ндр Никола́евич Афана́сьев (30 августа 1894 года, г. Брест-Литовск, Гродненская губерния — 6 декабря 1950 года, Киев) — советский военный деятель, генерал-майор (10 ноября 1942 года).

## Начальная биография
Александр Николаевич Афанасьев родился 30 августа 1894 года в городе Брест-Литовск ныне Брестской области Белоруссии.
В 1908 году поступил в Симбирский кадетский корпус, после окончания которого с июня 1914 года жил у родителей в Пултуске.

## Военная служба

### Первая мировая и гражданская войны
1 августа 1914 года призван в ряды Русской императорской армии и направлен на учёбу на ускоренный курс Павловского военного училища, после окончания которого 1 декабря произведён в прапорщики и направлен в запасной батальон, дислоцированный в Ярославле, откуда через несколько дней с маршевой ротой переведён в Полоцкий 28-й пехотный полк, в составе которого принимал участие в боевых действиях на Западном фронте.
В июле 1915 года переведён в Ревельский 7-й пехотный полк, в составе которого служил младшим офицером, командиром роты и начальником пулемётной команды и принимал участие в боевых действиях на Западном и Румынском фронтах. В декабре 1917 года штабс-капитан А. Н. Афанасьев убыл в отпуск, после чего работал агентом в Рязанском уездном продовольственном комитете в Рязани.
1 ноября 1918 года призван в ряды РККА и назначен на должность командира взвода на Рязанских пехотных курсах, в составе которых весной 1919 года направлен на Южный фронт, после чего принимал участие в боевых действиях против войск под командованием А. И. Деникина. В конце июня 1919 года А. Н. Афанасьев заболел сыпным тифом, после чего лечился в госпитале. После выздоровления направлен в отпуск в Рязань и вскоре уездным военкоматом направлен в 48-й отдельный стрелковый батальон ВОХР, где служил на должностях помощника командира и командира роты. В декабре 1920 года батальон был преобразован в 36-й стрелковый полк с дислокацией на станции Шилово (Московско-Казанская железная дорога), где А. Н. Афанасьев назначен на должность помощника командира полка по строевой части.

### Межвоенное время
В апреле 1921 года направлен в 54-ю стрелковую дивизию, где назначен на должность помощника командира 481-го, а затем — на должность помощника командира 479-го стрелковых полков. В декабре того же года переведён на должность командира 148-го стрелкового полка (17-я стрелковая дивизия), дислоцированного во Владимире, а в июле 1922 года — на должность командира 56-го стрелкового полка (19-я стрелковая дивизия), а в марте 1924 года — на должность командира 49-го стрелкового полка (17-я стрелковая дивизия).
С февраля 1926 года служил начальником оперативной части штаба 3-го стрелкового корпуса, с июля того же года — помощником начальника 2-го отдела Управления войсковой мобилизации и укомплектования Главного управления РККА, в марте 1927 года — помощником начальника штаба 17-й стрелковой дивизии. В период с января по август 1929 года учился на курсах «Выстрел».
В ноябре 1931 года А. Н. Афанасьев назначен на должность помощника начальника штаба 10-го стрелкового корпуса (Московский военный округ), дислоцированного в Воронеже. Неоднократно исполнял должность начальника штаба этого же корпуса.
В марте 1938 года назначен старшим преподавателем тактики Горьковского училища зенитной артиллерии имени В. М. Молотова, в июле 1939 года — начальником штаба формировавшейся в Москве 126-й стрелковой дивизии, с января 1940 года исполнял должность командира этой же дивизии, а декабре 1940 года назначен на должность заместителя командира — начальника пехоты этой же дивизии, дислоцированной в городе Екабпилс. В июне 1941 года 126-я дивизия была включена в состав 11-й армии и начала передислокацию в район Прены.

### Великая Отечественная война
С началом войны полковник А. Н. Афанасьев был прикомандирован к штабу Северо-Западного фронта, после чего сформировал отряд караульных команд 126-й стрелковой дивизии и строительных аэродромных батальонов с целью обороны моста через Западную Двину у Крустпилса. После двухдневных боёв мост был взорван, а отряд А. Н. Афанасьева отошёл к Пскову, после чего личный состав был направлен на укомплектование дивизий.
В начале августа назначен на должность командира 183-й стрелковой дивизии, ведшей оборонительные боевые действия в районе Старой Руссы, а в середине месяца участвовавшей в ходе контрудара в районе Старой Руссы, в результате чего отошла на рубеж ст. Пола, Подбела, Горчицы, где попала в окружение вместе с частями 163-й, 257-й и 259-й стрелковых дивизий, общее руководство которыми взял на себя генерал-майор И. М. Кузнецов. 183-я стрелковая дивизия выходила из окружения в районе озера Селигер тремя группами.
После выхода из окружения в октябре полковник А. Н. Афанасьев назначен на должность начальника отдела боевой подготовки штаба 34-й армии, а в ноябре направлен в Сибирский военный округ, где назначен на должность командира формировавшейся в Абакане 449-й стрелковой дивизии, которая 13 апреля 1942 года была переименована в 309-ю. После завершения формирования дивизия в июне была направлена на Воронежский фронт, где вскоре принимала участие в боевых действиях в ходе Воронежско-Ворошиловградской оборонительной операции, а 9 августа захватила плацдарм в излучине Дона в районе села Щучье, который удерживала до ноября.
В ноябре 1942 года назначен на должность начальника штаба 6-й армии (Воронежский фронт), после чего в декабре принимал участие в ходе Среднедонской наступательной операции. 19 февраля 1943 года освобождён от занимаемой должности, после чего находился в распоряжении отдела кадров Юго-Западного фронта и в марте назначен на должность заместителя начальника штаба — начальника оперативного отдела штаба 3-й танковой армии, однако в июне 1943 года заболел, после чего лечился в госпитале.
После выздоровления назначен на должность командира 47-й запасной стрелковой бригады (Юго-Западный фронт), которая была расформирована в середине октября, а генерал-майор А. Н. Афанасьев назначен на должность заместителя начальника штаба — начальника оперативного отдела штаба Харьковского военного округа, а в апреле 1944 года — на должность командира 17-й запасной стрелковой дивизии, дислоцированной в Житомире. Участвовал в формировании частей Войска Польского на территории Харьковского военного округа.

### Послевоенная карьера
После окончания войны находился на прежней должности.
В марте 1946 года назначен на должность начальника Орловского суворовского военного училища с дислокацией в г. Елец, которое в сентябре 1947 года было передислоцировано в Свердловск и преобразовано в Свердловское. В октябре 1948 года переведён на должность начальника военной кафедры Киевского лесотехнического института.
Генерал-майор Александр Николаевич Афанасьев умер 6 декабря 1950 года в Киеве. Похоронен на Байковом кладбище.

## Награды
- Орден Ленина (21.02.1945);
- Три ордена Красного Знамени (06.10.1943, 03.11.1944, 15.11.1950);
- Медали.